# Ackerlspitze
Die Ackerlspitze ist mit 2329 m ü. A. der zweithöchste Berg des Kaisergebirges im österreichischen Bundesland Tirol. 

## Lage
Sie befindet sich im östlichen Teil des Gebirges, auch als Ostkaiser bezeichnet. Nach Osten schließt sich die Maukspitze (2231 m) an, nach Norden entsendet er einen Kamm, der über die Gamsfluchten zieht und im Lärcheck 2123 m Höhe erreicht. Im Südwesten führt ein markanter Felsgrat hinüber über die Hochgrubachspitzen zur Regalmspitze (2253 m) und hinab zum Kleinen Törl. Nach Süden fällt die Ackerlspitze mit teilweise senkrechten Felsabstürzen ins Leukental ab, ähnlich steil im Nordwesten ins Griesner Kar und nach Nordosten ins Maukkar. Vom Gipfel der Ackerlspitze bietet sich an schönen Tagen ein reizvolles und umfassendes Panorama über die benachbarten Gebirgsgruppen bis hinaus zum Chiemsee und hinein zum Großvenediger. Der Berg gehört zur Gemeinde Kirchdorf in Tirol und das Gipfelkreuz liegt direkt an der Grenze zur Gemeinde Going am Wilden Kaiser.

## Touristische Erstbesteigung
Am 1. Oktober 1826 gelang Peter Karl Thurwieser mit Johann Carl – im Glauben es sei die höchste Erhebung des Kaisergebirges – die erste touristische Besteigung der Ackerlspitze. Sie wurden vom Jäger Stephan Unterrainer geführt, der zuvor schon mehrfach den Gipfel erstiegen hatte. Der Aufstieg erfolgte über das Niedersesselkar und den Ostgrat. 

## Routen und Stützpunkte
- Von Süden:

Vom Ackerlsporn (Wilder-Kaiser-Steig, Ackerlhütte) aus quert die Route zunächst ein Geröllfeld und steigt dann ausgesetzt und steil über eine Felsstufe in Richtung Norden zum Niedersesselkar hinauf (teilweise entschärft mit Eisenbügeln, Schwierigkeitsskala I, keine Versicherungen). Der Niedersessel (oft bis Mitte Juli befindet sich hier ein stark geneigtes, gefährliches Altschneefeld mit schwer zu überwindender Randkluft am oberen Ende) wird bis zu seinem oberen Ende auf einem Pfad gequert (hier Abzweig zur Maukspitze über die Rampe). Dort beginnt eine hohe Felsstufe von der Südseite her, die mit Hilfe von Eisenstiften und Eisenringen sehr ausgesetzt überklettert und traversiert wird (Schlüsselstelle II), nicht versichert. Der weitere Steig zieht hinauf durch den Hochsessel weiter über den Ostgrat in 3 Stunden zum Gipfel (wiederholt Kletterstellen im Schwierigkeitsgrad I, eine längere Kletterpassage direkt am Gipfelaufbau (Rinne). Die gesamte Route ist auf langen Strecken sehr ausgesetzt mit hoher Steinschlaggefahr, die trockene Verhältnisse, Trittsicherheit, Schwindelfreiheit, Klettergeschick, Ausdauer und alpine Erfahrung erfordert. Talort für diesen Weg ist Going. Alternativ kann auch von der Wochenbrunneralm oder der Gaudeamushütte gestartet werden.
Stützpunkt für diese klassische Besteigung der Ackerlspitze ist die Ackerlhütte (Selbstversorgung) auf 1460 Meter. 
- Von Norden:

Eine weniger begangene Anstiegsmöglichkeit, die jedoch überaus lohnend und etwas weniger anspruchsvoll als von der Südseite ist der Nordsteig. Ausgangspunkt ist die Griesner Alm im Kaiserbachtal, von dort gelangt man auf serpentinenreichem Steig durch das Griesener Tor in 2,5 Stunden hinauf zur Fritz-Pflaum-Hütte (1.865 m, Selbstversorger) bzw. alternativ von der Fischbachalm über das Kleine Griesener Tor, anspruchsvoller, mit Drahtseilversicherungen hinauf zum Beginn des Nordsteiges (3 Stunden Aufstieg). Ab dort auf der markierten Route in weiteren 2 Stunden größtenteils auf Steig durch die schattige Nordflanke teils über Geröll, Grasschrofen und Felsen auf die Ackerlspitze. Diese Route ist etwas leichter, nicht so ausgesetzt und steinschlaggefährdet wie von Süden, allerdings wegen Altschneefeldern in der Regel erst ab Juli machbar und trotzdem anspruchsvoll (längere Passagen im Schwierigkeitsgrad I).
Stützpunkt für diese Besteigung der Ackerlspitze ist die Fritz-Pflaum-Hütte (Selbstversorgung, Zugang nur mit AV-Schlüssel) auf 1865 Meter. 
- Übergang zur Maukspitze:

Wer die Ackerlspitze bestiegen hat, wird gerne den Übergang zur benachbarten Maukspitze in Augenschein nehmen. Dort hinüber führt eine bezeichnete, jedoch stark ausgesetzte Route ohne Sicherungen und mit beachtlichem Gegenanstieg (Dauer von Gipfel zu Gipfel etwa 1,5 Stunden). Von der Maukspitze wird dann meistens auf dem einfacheren Südwestgrat über die Rampe zum Niedersessel und zum Ackerlsporn abgestiegen. Alternativ kann auch über diese Route via Maukspitze zur Ackerlspitze aufgestiegen werden, z. B. wenn die Randkluft im Niedersessel keinen direkten Aufstieg über die Südroute erlaubt.
Der Abstieg vom Niedersessel zum Ackerlsporn erfordert aufgrund seiner Ausgesetztheit, Steilheit und Geländebeschaffenheit erhöhte Aufmerksamkeit, da ein Fehler dort fatal sein kann (es gab dort in den letzten Jahren wiederholt tödliche Abstürze).

## Waxensteinerturm
Auf der Südseite des Gipfelmassivs der Ackerlspitze befindet sich der 2086 m hohe fast senkrechte und bei Kletterern bekannte Waxensteinerturm, der nur über schwierige Kletterrouten (einfachste Tour Schwierigkeitsgrad V) bestiegen werden kann. Der Wandfuß kann vom Ackerlsporn auf dem Grat beim Niedersessel erreicht werden.